# Nuga (jezero)
Nuga je umjetno jezero u Bosni i Hercegovini, na rijeci Matici, u naselju Drinovci, na području općine Grude.
Rijeka Matica je ponornica i poseban fenomen jer 9 puta izvire i teče pod 9 različitih imena, prije nego što se ulije u Neretvu kod Čapljine. Kroz Imotsko polje teče pod imenom Matica i gubi se u ponoru kod naselja Drinovci u Grudskom polju. Uz taj ponor Elektroprivreda je izgradila tunel. Metalnim zatvaračima moguće je utjecati na protok vode kroz tunel i ponor. Tako je nastalo umjetno jezero Nuga koji je smješteno na krajnjem i najnižem jugoistočnom dijelu Imotsko-bekijskog polja. Jezero se napaja vodom iz rijeke Matice (Trebižat), ali i iz područja samog polja.
Sredinom 20. stoljeća napravljen je projekt za mini HE Peć Mlini, kao preteča višenamjenskog objekta te tako danas čini ozbiljnu energetsko-vodoprivrednu cjelinu. Hidroelektrana je projektirana kao sastavnica ukupnoga korištenja prostora i resursa krškoga kompleksa cijeloga toka rijeke Trebižat, a puštena je u pogon 2005. godine. Projektom je predviđeno poboljšanje uvjeta poljoprivredne proizvodnje, obrana od poplava i proizvodnja električne energije iz HE snage 2×15,88 MW. Pri izgradnji nije bilo iseljavanja u području jezera Nuga i potopljeno je vrlo malo obradive zemlje.